# The Night Agent
The Night Agent är en amerikansk drama- och actionthrillerserie från 2023 som hade premiär på strömningstjänsten Netflix den 23 mars 2023. Serien har regisserats av Seth Gordon och Corey Deshon samt Matthew Quirk har svarat för manus. Första säsongen består av tio avsnitt. Den andra säsongen, även den bestående av tio avsnitt, hade premiär den 23 januari 2025.
Serien är baserad på Matthew Quirks roman med samma namn.

## Handling
Serien kretsar kring FBI-agenten Peter Sutherland som kastas in en konspiration som involverar en rysk spion på USA:s regerings högsta nivå.

## Roller i urval
- Gabriel Basso – Peter Sutherland
- Luciane Buchanan – Rose Larkin
- Hong Chau – Diane Farr
- Arienne Mandi – Noor Taheri (säsong 2)
- Louis Herthum – Jacob Monroe (säsong 2)
- Keon Alexander – Javad (säsong 2)
- Michael Malarkey – Markus Dargan (säsong 2)
- Amanda Warren – Catherine Weaver (säsong 2)
- Enrique Murciano – Ben Almora
- Eve Harlow – Ellen
- Sarah Desjardins – Maddie Redfield
- Fola Evans-Akingbola – Chelsea Arrington
- Kari Matchett – president Travers